# Pycnowithius sambicus
Espèce
Pycnowithius sambicus est une espèce de pseudoscorpions de la famille des Withiidae.

## Distribution
Cette espèce est endémique de Zambie. Elle se rencontre vers Kangama.

## Étymologie
Son nom d'espèce lui a été donné en référence au lieu de sa découverte, la Zambie.

## Publication originale
- Beier, 1979 : Neue afrikanische Pseudoskorpione aus dem Musée Royal de l'Afrique Central in Tervuren. Revue de Zoologie Africaine, vol. 93, p. 101-113.